# Qualificatórias para a Liga dos Campeões da CEV de 2020–21
A qualificação para o torneio principal da Liga dos Campeões da CEV de 2020–21 foi realizada desde 8 de outubro a 23 de setembro de 2020. Dezoito equipes participaram desta etapa.Durante a qualificação, os vencedores continuaram avançando até que as 2 últimas equipes se juntaram às 18 equipes que já conquistaram a vaga direta a fase principal, conforme o ranqueamento obtido nas Copas Europeias. Todas as 16 equipes que não avançaram na qualificação foram distribuídas na Copa CEV de 2020–21.

## Equipes participantes
O resultado do sorteio foi divulgado 21 de agosto de 2020 em Luxemburgo (cidade).
| Posição | País          | Vagas | Equipe (s)                      |
| ------- | ------------- | ----- | ------------------------------- |
| 1       | Itália        | 1     | Itas Diatec Trentino1           |
| 2       | Rússia        | 1     | Dínamo de Moscou1               |
| 3       | Polónia       | 1     | Jastrzębski Węgiel1             |
| 6       | Bélgica       | 1     | Noliko Maaseik1                 |
| 11      | Sérvia        | 1     | Vojvodina Novi Sad1             |
| 12      | Finlândia     | 1     | Ford Store Levoranta Sastamala1 |
| 13      | Países Baixos | 1     | Dynamo Apeldoorn1               |
| 14      | Bulgária      | 1     | Neftohimic 2010 Burgas1         |
| 15      | Áustria       | 1     | Sportklub Aich-Dob1             |
| 16      | Bielorrússia  | 1     | Stroitel Minsk1                 |
| 16      | Bielorrússia  | 1     | Shakhtyor Salihorsk1            |
| 18      | Roménia       | 1     | CS Arcada Galați1               |
| 23      | Suíça         | 1     | Lindaren Volley Amriswil1       |
| 26      | Croácia       | 1     | OK Ribola Kaštela1              |
| 26      | Croácia       | 1     | Mladost Zagreb1                 |
| 28      | Hungria       | 1     | Fino Kaposvár1                  |
| 31      | Albânia       | 1     | Erzeni Shijakut1                |
| 34      | Inglaterra    | 1     | Polonia London1                 |

1.↑ Ingressou na Primeira fase.

## Primeira fase
Nesta etapa participaram 18 equipes.Os vencedores avançaram a Segunda fase e o eliminado qualificado para a Copa CEV de Voleibol Masculina de 2020–21

## Segunda fase
Nesta etapa participaram 6 equipes.Os vencedores avançaram a Terceira fase e o eliminado qualificado para a Copa CEV de Voleibol Masculina de 2020–21